# Софія Кулик

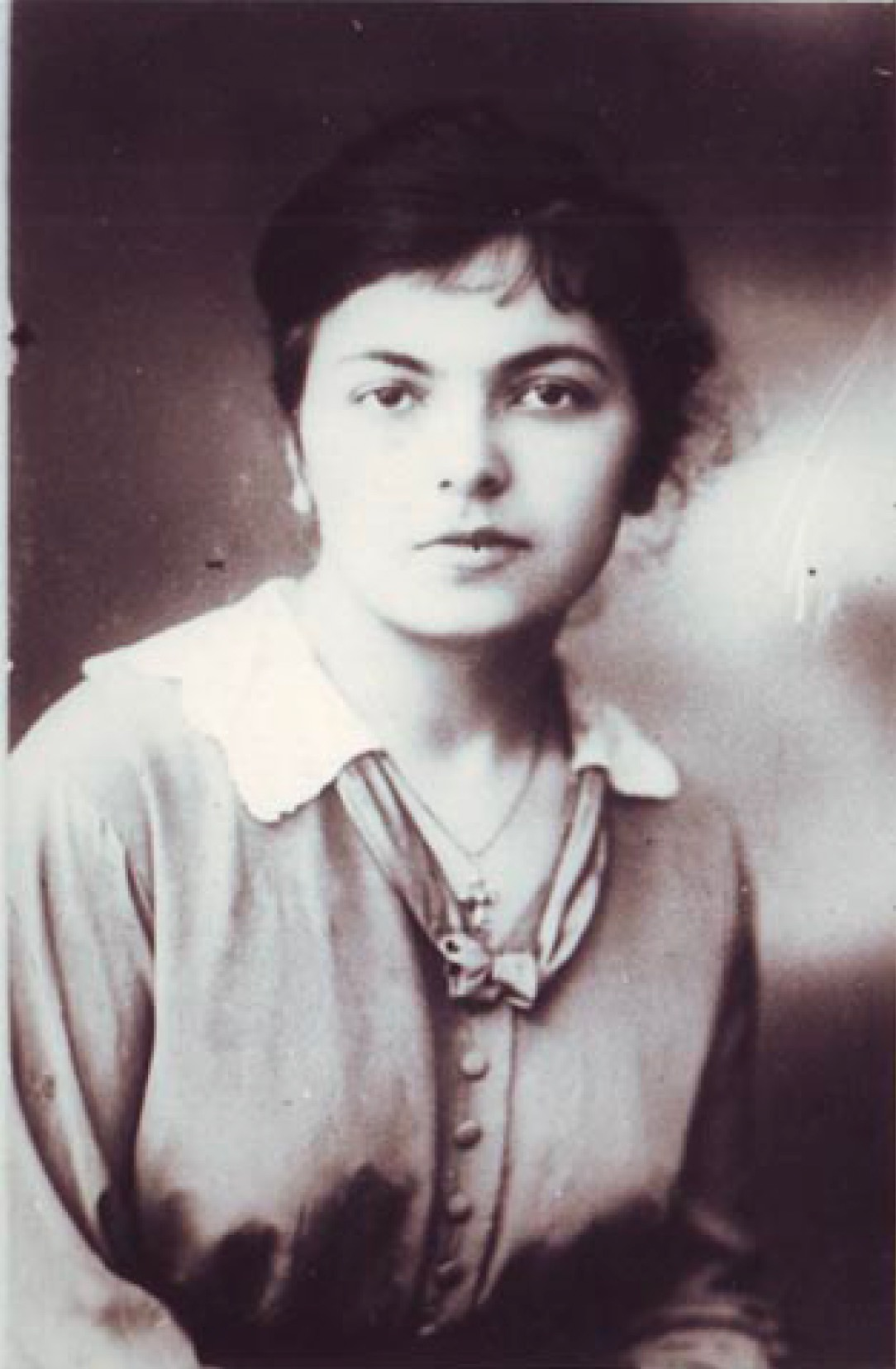
Софія Кулик

Софія Кулик (псевдонім: Софія Куликівна; 31 травня 1899, с. Старі Кути, нині Косівський район, Івано-Франківська область — 22 серпня 1983, Коломия, Івано-Франківська область, УРСР, СРСР) — українська письменниця, перекладачка, публіцистка, видавниця, редакторка.

## Життєпис
Народилася в сім'ї адвоката Данила Кулика та Марії, до шлюбу Загаєвської, що мала французьке походження. Батько був близький до літературного середовища, знав особисто Марка Черемшину, Івана Франка.
Закінчила початкову школу в Кутах, згодом виховувалася у німецькому пансіонаті у Чернівцях, де вивчала німецьку, французьку та англійську мови. 1920 р. Успішно склала у Львові гімназійну матуру. Цього ж року вона втратила матір.
У 1929 році вступила в шлюб з коломийським учителем Максимом Микитюком і переїхала до Коломиї. Того ж року народила сина Володимира, через сім років – доньку Христину. Чоловік у 1930-х рр. був директором школи, а під час німецької окупації очолював українську поліцію в Коломиї. Був розстріляний німцями у Шепарівському лісі.
Свої переклади (з французької й англійської) і статті підписувала як Софія Куликівна. Її перекладацький хист поціновували редакції українських часописів Львова. Художні переклади Софії Куликівни вміщувалися на шпальтах часописів «Вістник», «Дзвіночок», «Діло», «Літературно-Науковий Вістник», «Нова Хата», «Світ Дитини». Також Софія Куликівна виступала як авторка – друкувала у журналі «Світ Дитини» пізнавальні статті з географії та зоології. Окремими книгами вийшли її переклади для дітей: «АліБаба і 40 розбійників» (Львів, 1922), Джек Лондон «Оповідання південного моря», Чарлз Дікенс «Різдвяна ніч» (обидві – Львів, 1924), Ернест Сетон-Томпсон «Мої знакомі (Нариси з життя звірів, яких я знав)» (Львів; Київ, 1925). Померла Софія Кулик-Микитюк 22 серпня 1983 р. у Коломиї.

## Перекладачка
Переклади Софії Кулик з європейських мов друкувались у періодиці та виходили окремими виданнями. У часописах були опубліковані переклади Софії Кулик:
- Казка Альфонса Доде «Коза пана Сегена» («Світ дитини», 1921);
- Оповідання Жюля Ренара «Мій пташок» («Світ дитини», 1922);
- Вірш Генрі Водсворта Лонґфелло, «Гарун яр Рашід» («Літературно-науковий вістник», 1924);
- Повість Джека Лондона «Лісовий зов» («Літературно-науковий вістник», 1925);
- Оповідання Джорджа Бешфорда «Одіссея злодія» («Літературно-науковий вістник», 1930);
- Оповідання Олівера Овна «Діра в плані» («Літературно-науковий вістник», 1930);

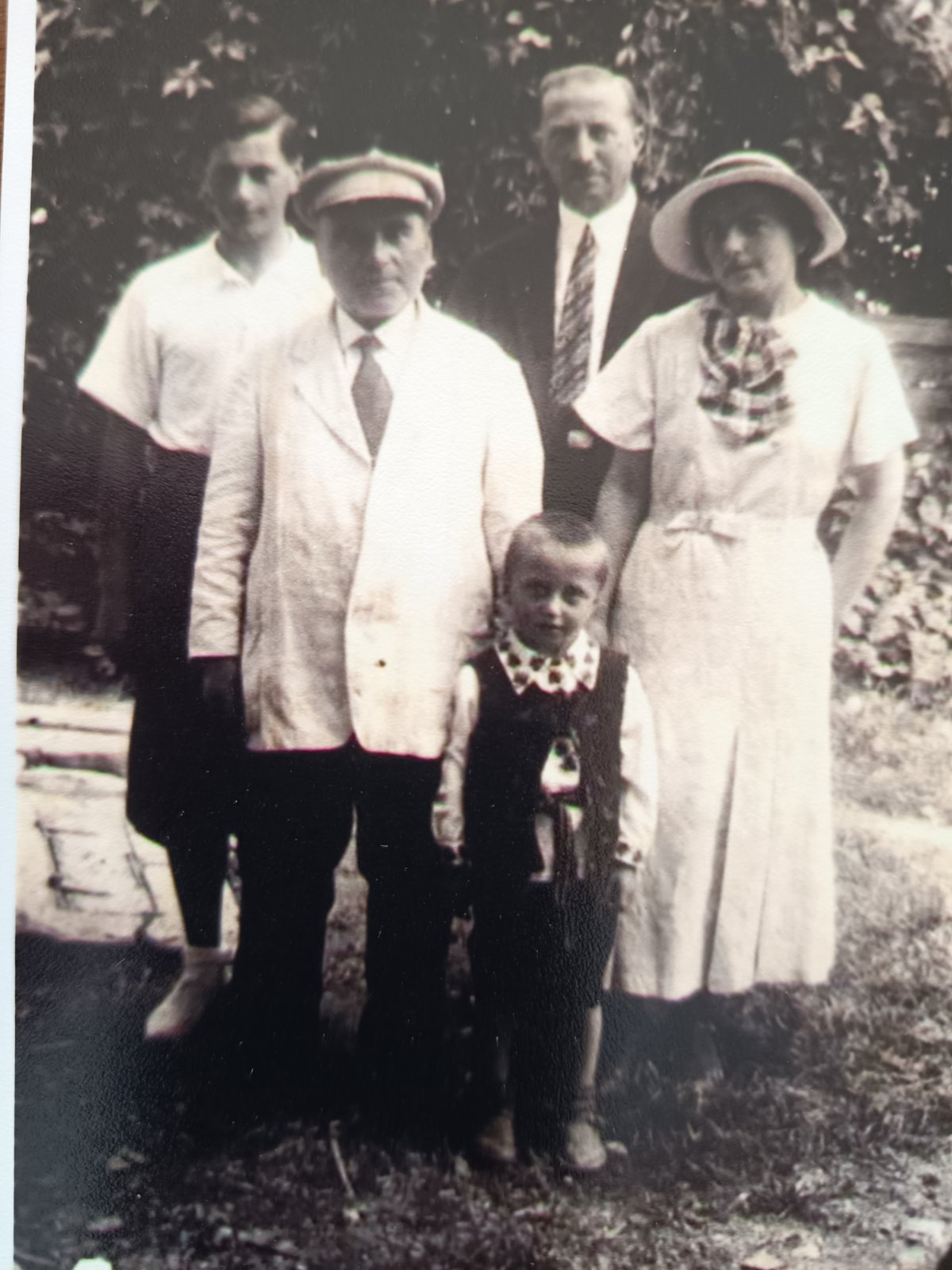
Зліва на право: Євген Кулик (наймолодший брат Софії Кулик), Данило Кулик (батько), Володимир Микитюк (син Софії), Максим-Михайло Микитюк (чоловік Софї), Софія Кулик

- Зліва на право: Євген Кулик (наймолодший брат Софії Кулик), Данило Кулик (батько), Володимир Микитюк (син Софії), Максим-Михайло Микитюк (чоловік Софї), Софія КуликОповідання Ґарнета Радкліфа «Боязкість Махмуда Хана» («Літературно-науковий вістник», 1931);
- Оповідання Панаїта Істраті «Кира, Кираліна» («Літературно-науковий вістник», 1931).
- Роман А. Парсонса «Літацький синдикат» («Літературно-науковий вістник», 1931—1932);
- Оповідання Софії Гідлей-Баркер «Пільгама число один» («Вогні», 1932);
- Повість Дадлея Гопса «Бандитська історія» («Діло», 1932);
- Оповідання Жоржа Іманна «Мовчати!» («Літературно-науковий вістник», 1933);
- Оповідання Нормана Денная «Традиція» («Літературно-науковий вістник», 1932),
- Оповідання Гілтона Клівера «Через негатив» («Неділя», 1937; передрук. «Діло», 1939);
- Оповідання Гілтона Клівера «Чари місяця» («Діло», 1939);
- Оповідання Рея Карра «Стримане слово» («Діло», 1939).

Вибрані переклади книг:
- «Алі-Баба і 40 розбійників» (Львів, 1922);
- Джек Лондон. «Оповідання південного моря» (Львів, 1924);
- Ернест Сетон-Томпсон. «Мої знакомі (Нариси з життя звірів, яких я знав)» (Львів-Київ, 1925);
- Чарльз Діккенс. «Різдвяна пісня в прозі, або Різдвяне оповідання із привидами» під назвою в українському виданні «Різдвяна ніч» (Львів: видавництво «Просвіта», 1924).